# Ximo Tebar
Ximo Tebar (Valencia, 30 maart 1963) is een Spaanse jazzgitarist en componist.

## Biografie
Tebar kreeg vanaf 7-jarige leeftijd gitaarles. Eerst hield hij zich bezig met de flamenco. Op 15-jarige leeftijd begon hij zich bezig te houden met Braziliaanse muziek. Op 17-jarige leeftijd besloot hij om een carrière als professioneel muzikant te beginnen en formeerde hij zijn eigen Jazz Group, waarmee hij in 1990 het internationale concours van het jazzfestival van Getxo won. In 1989 speelde hij als Spaans vertegenwoordiger in de bigband van de EBU.
Tebar ging sindsdien regelmatig met zijn band of als sologitarist internationaal op tournee. In 1992 begeleidde hij ook Lou Bennett in Europa. In 1995 kreeg hij een platencontract bij Warner Brothers Records. In 1997 toerde hij met Lou Donaldson, Lonnie Smith, Idris Muhammad en Billy Brooks. Zijn album Goes Blue, dat werd uitgebracht onder zijn eigen label Omix, werd door critici geprezen als uitstekend werk. Chucho Valdés haalde Tebar in 2000 tijdens het Havana Festival bij het daar aanwezige All-Star-ensemble (naast Danilo Perez, Giovanni Hidalgo, Tata Guines, Ronnie Cuber, Dave Valentin en Nicholas Payton). In 2002 trad hij voor de eerste keer op in de New Yorkse club Birdland. Eind 2003 verhuisde hij naar New York om te werken met Arturo O'Farrill en het Afro Cuban Jazz Orchestra van Chico O'Farrill. Hij produceerde ook albums voor Dave Schnitter en Ester Andujar. Verder werkte hij met Johnny Griffin, Benny Golson, Joe Lovano, Tom Harrell, Tete Montoliu, Anthony Jackson, Louie Bellson, Pedro Iturralde en Jan Akkerman.
Met het op initiatief van het Museo de Arte Moderno in Valencia geformeerde IVAM Jazz Ensemble, heeft Tebar de muziek van Erik Satie met de flamenco samengebracht. Hij is ook te horen op opnamen van Joc Fora, Ricardo Belda, Lou Bennett (Now Hear My Meaning), Presuntos Implicados, Ester Andújar, Roque Martinez en David Pastor.

## Onderscheidingen
Tebar werd als solist en met zijn band in 1989 en 1990 onderscheiden door het ministerie van cultuur met de Muestra Nacional de Jazz. Zijn band won in 1990 het concours van Getxo. In 2001 en 2002 werd zijn band als beste band geëerd met de Premio Jazz Promusics. Het album Homepage kreeg in 2001 een verdere van deze prijzen. In 2007 werd hij gewaardeerd met de prijs voor buitengewone prestaties op het gebied van de jazzopvoeding van de International Association for Jazz Education.

## Discografie
- 1988: Aranzazu (RNE, met Ricardo Belda, Luis Llario, Jeff Jerolamon, Ramón Cardo)
- 1995: Son Mediterráneo (WEA, met Jorge Pardo, Sole Giménez, Joan Améric, Rubem Dantas, Ricardo Belda, Luis Llario, Felipe Cucciardi, Adolfo Crespo)
- 1998: Homepage (WEA, met Joey DeFrancesco, Jorge Pardo, Carles Benavent, Santi Navalón, Ramón Cardo, Rubem Dantas, Ricardo Belda, Jesús Gabaldón, Sole Giménez, Idris Muhammad)
- 2001: Goes Blue (Omix Records, met Lou Donaldson, Dr. Lonnie Smith, Idris Muhammad)
- 2002: Embrujado (Omix Records, met Michael Mossman, David Pastor, Ben Sidran, Ester Ándujar, Aranxa Domínguez, Miquel Gil, Javier Mustieles, Santi Navalón, Ricardo Belda, César Gines, Esteve Pi, Julián Vaughn, Wilson Chembo Corniel, Pepe Cantó en Sergio Marciano)
- 2004: The Champs (Omix Records, met Joey DeFrancesco und Idris Muhammad)
- 2009: Celebrating Erik Satie (Omix Records, met Sean Jones, Robin Eubanks, Stacy Dillard, Jim Ridl, Orrin Evans, Boris Kozlov, Donald Edwards, Ramón Cardo, David Pastor, Carlos Martin)
- 2016: Soleo (Warner, met Orrin Evans, John Benitez, Donald Edwards, Santi Navalón, Ricardo Belda, Ramón Cardo, Claudia Tébar, Fernando García)

- Biblioteca Nacional de España: XX1281179
- International Standard Name Identifier: 0000 0000 7823 5951
- Library of Congress Control Number: no2005075074
- MusicBrainz: bcd701a3-ce6a-419b-831a-4138d38f7380
- Virtual International Authority File: 44035790
- WorldCat: E39PBJdcxbPPjGBptqqQJDycfq